# Cristina Sánchez Serna
Cristina Sánchez Serna (Suances, Cantabria, España, 5 de junio de 1959) es una exvoleibolista española. Sus principales virtudes se encontraban en el saque y en el ataque, su punto más débil era la defensa.

## Biografía
Siendo pequeña, marchó junto a sus padres a Puente Avíos para luego marchar a Torrelavega para cursa bachillerato en el Instituto Marqués de Santilla. En 1972 comenzaría en el instituto torrelaveguense comenzaría a jugar a voleibol conisguiendo debutar en el Club Voleibol Torrelavega de Primera División en la temporada 1975/1976 cuando aún era cadete. En su segunda temporada en el club, consiguió el segundo puesto quedando campeón el Gijón. Entre las temporadas 1978 y 1980 fue cuando vio sus mayores éxitos a nivel colectivo consiguiendo el doblete en la temporada 1978/1979 y en la siguiente consiguió pasar dos elimintorias en la Copa de Europa para acabar eliminadas en Cuartos de final y ganó otra Copa de la Reina.
Entre 1981 y 1987 fue nombrada mejor deportista cántabra en la modalidad de voleibol, pero los éxitos personales no fueron los mismos que en años anteriores. En 1987 ficha por el Aperitivos Medina de Alcorcón y en 1988 por el López Pablo de Santander. En 1989 vuelve al Torelavega donde se retira en 1992.
Con la selección española absoluta consiguió un total de 123 internacionalidades consiguiendo dos sextos puestos en la Spring Cup.